# Esch (Noord-Brabant)
Esch ist ein Ort und eine ehemalige Gemeinde in der niederländischen Provinz Noord-Brabant. Von 1996 bis 2021 war Esch Gemeindeteil von Haaren. Seit 2021 gehört Esch zu Boxtel.

## Geographie
Esch liegt auf einer sandigen Anhöhe am Esschestroom zwischen den Städten ’s-Hertogenbosch im Norden und Boxtel im Süden sowie Haaren im Westen und Oisterwijk im Südwesten.

## Geschichte
Archäologische Funde können eine Besiedlung ab der späten Bronzezeit nachgewiesen werden. Mehrere Funde aus der Römerzeit und Tumulusgräber zeigen, dass schon in der Zeit der ersten nachchristlichen Jahrhunderte eine gewisse Bedeutung bestand.
Die heutige Siedlung entstand jedoch erst später entlang des Flusses.
Erwähnt wurde Esch bereits 773 urkundlich als Siedlung Hesc  mit vier Höfen erwähnt. Es bestehen jedoch Zweifel, ob es sich bei der Urkunde aus der Reichsabtei Echternach nicht um eine Fälschung handelt.
1438 wurden für die Ortschaft ca. 250 Einwohner gezählt. Zwischen 1450 und 1500 wurde auch die gotische St. Willibrorduskerk errichtet. Erhalten ist von hier heute nur noch der Turm. Das Schiff wurde 1856 durch einen neoklassizistischen Bau ersetzt und 1927 neuerrichtet.
Um 1501 entstand Schloss Baarschot.
1856 wurde das Rathaus von Esch erbaut.
Seit 1892 bestand ein Bahnhof an der Bahnstrecke Utrecht–Boxtel. Dieser wurde 1935 geschlossen. Das Empfangsgebäude von 1860 wurde 1970 abgerissen:
1895 wurde hier das Kloster Santa Monica der Missionsschwestern Unserer Lieben Frau von Afrika erbaut. Das Kloster wurde 1896 bezogen. 2005 wurde das Postulantinnen-Kloster schließlich aufgegeben. 2012 wurde die Klosteranlage in einen Apartmentkomplex umgewandelt und weitere Einfamilienhäuser errichtet.

## Wappen
Das Wappen von 1817 zeigt einen azurblauen Schild der an den Heiligen Willibrord (in Gold) gelehnt ist. Auf dem Schild befindet sich in Gold eine Esche.

## Bilder

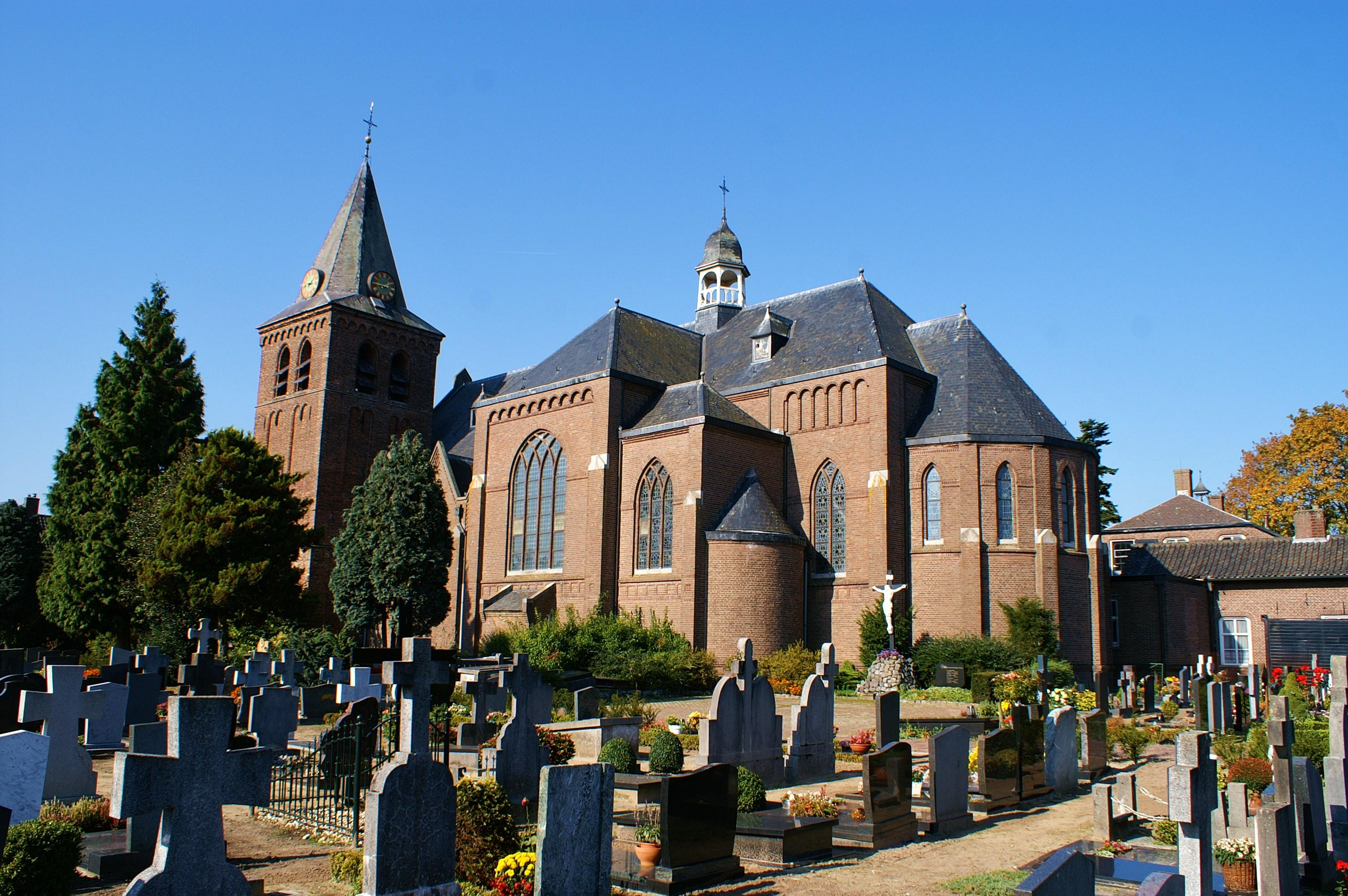
Kirche Sint-Willibrordus
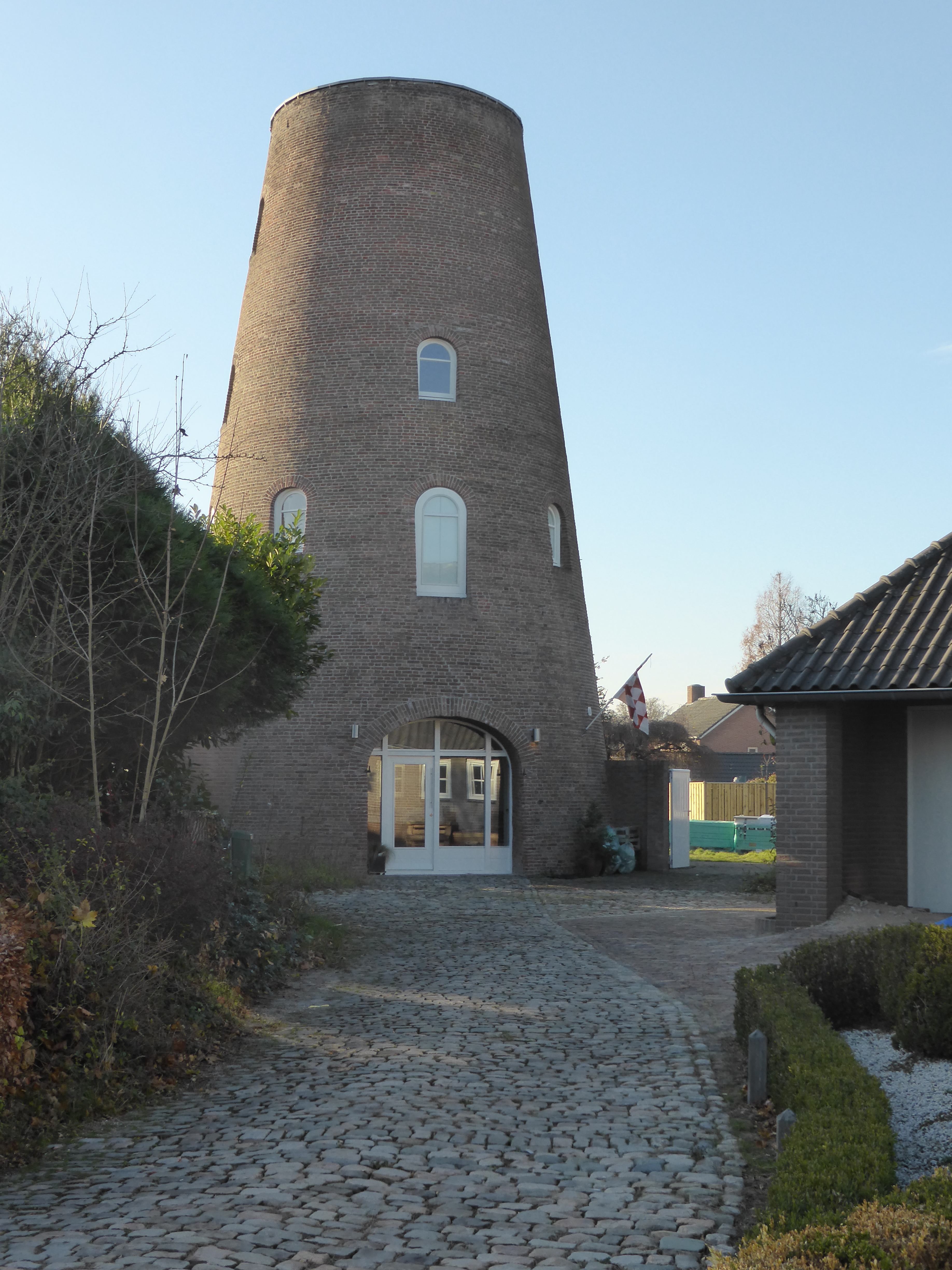
Eschsche Mühle, 1876 errichtet, seit den 1980er Jahren Wohnhausnutzung

## Partnergemeinden
Esch ist die niederländische Landgemeinde in der European Charter – Villages of Europe, einem Zusammenschluss von kleinen ländlichen Gemeinden in der Europäischen Union.

## Söhne und Töchter der Stadt
- Merel Bormans (* 1999), Fußballspielerin